# Ostružiník sladkoplodý

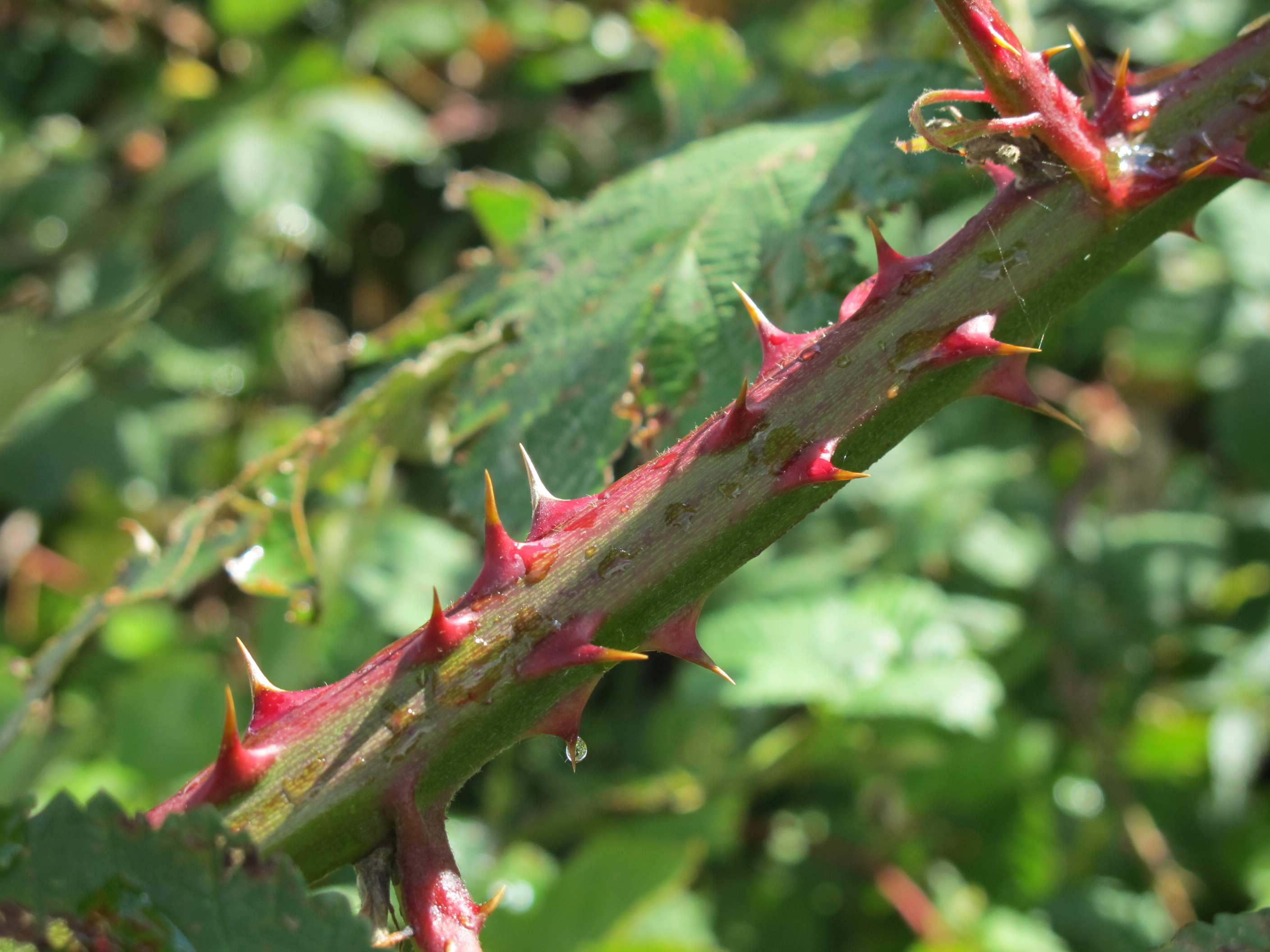
Jednoletý prýt s ostny

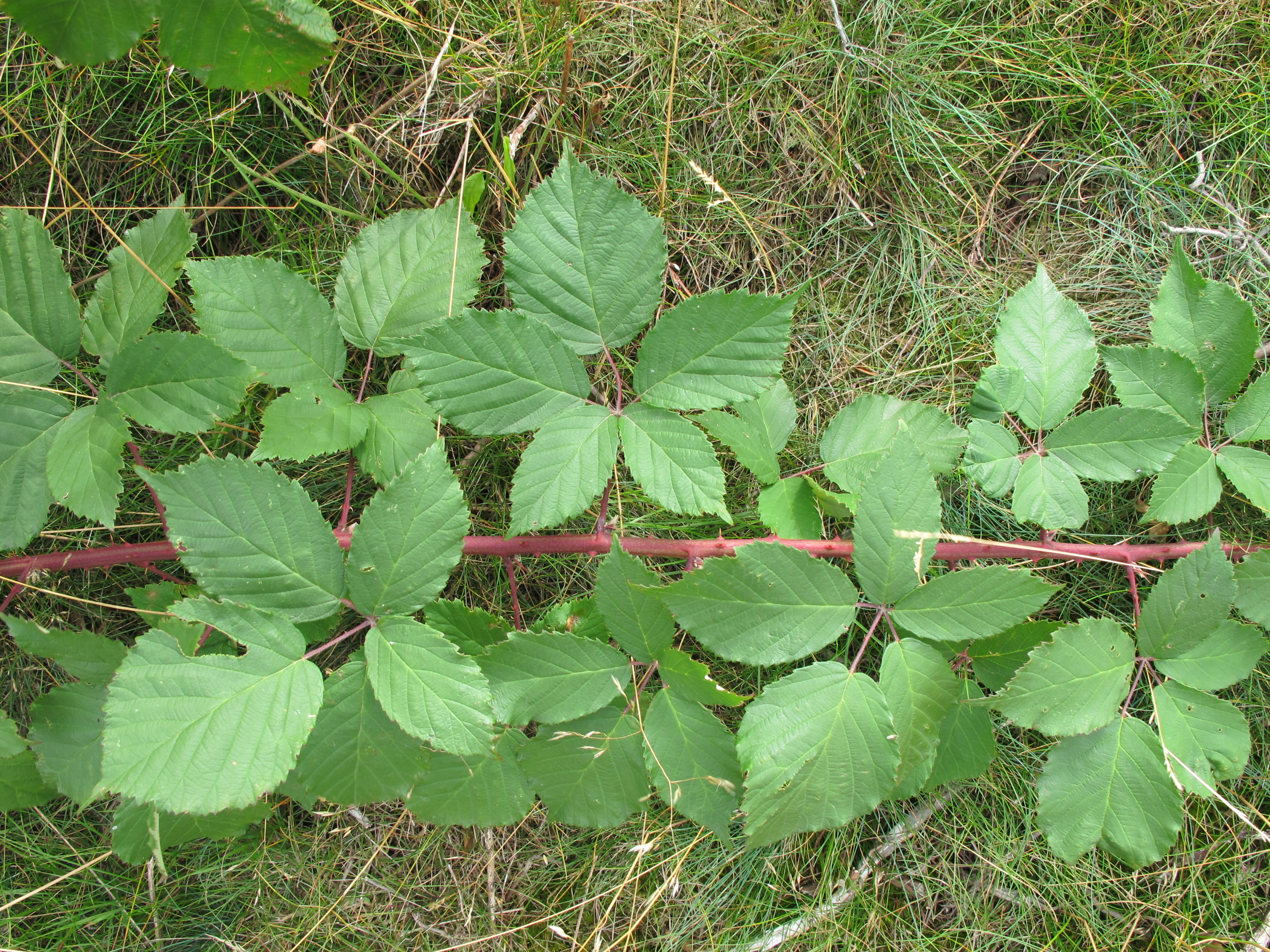
Dlanitě znožené listy

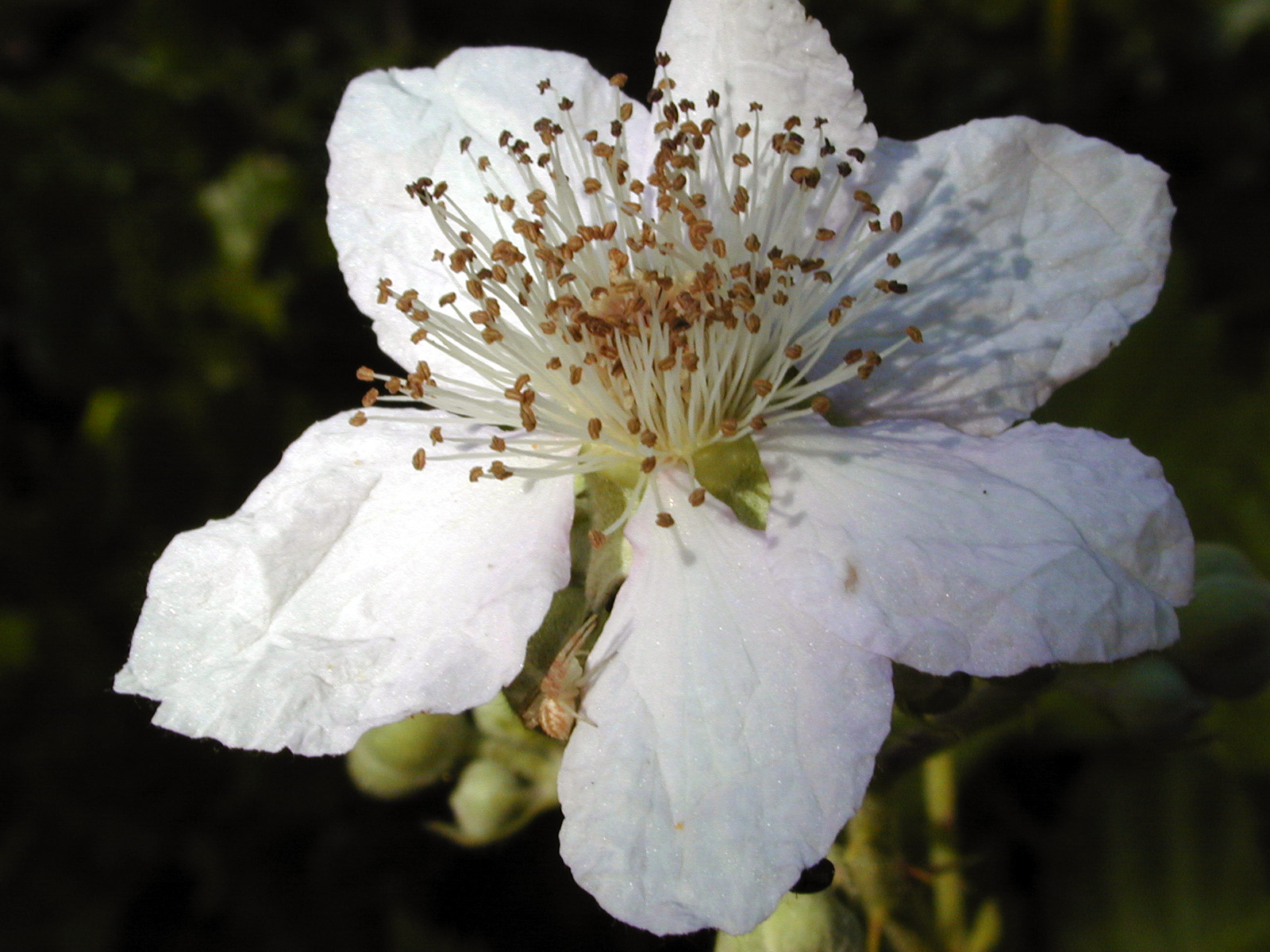
Květ s mnoha tyčinkami

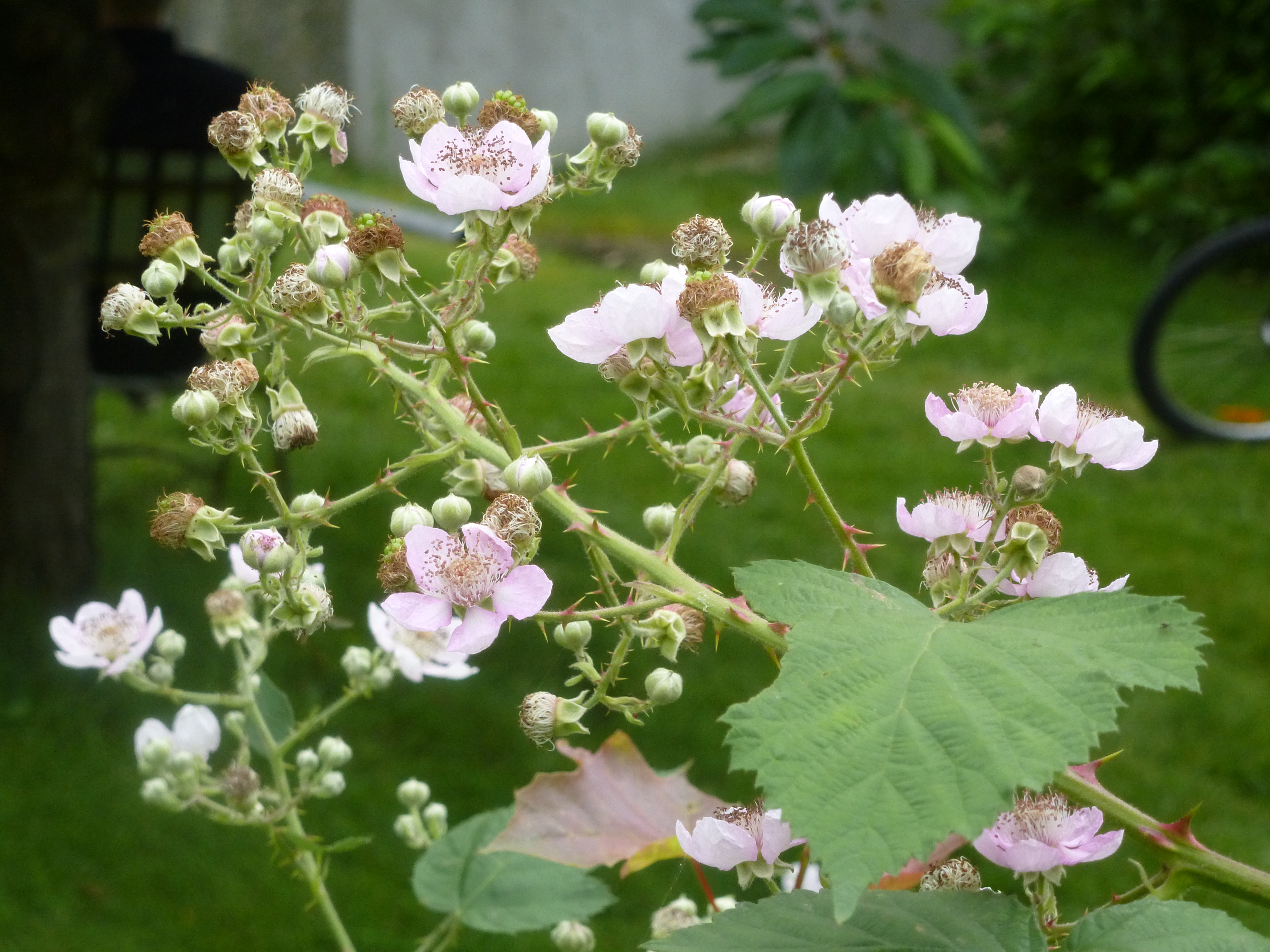
Rozkvetlá květenství

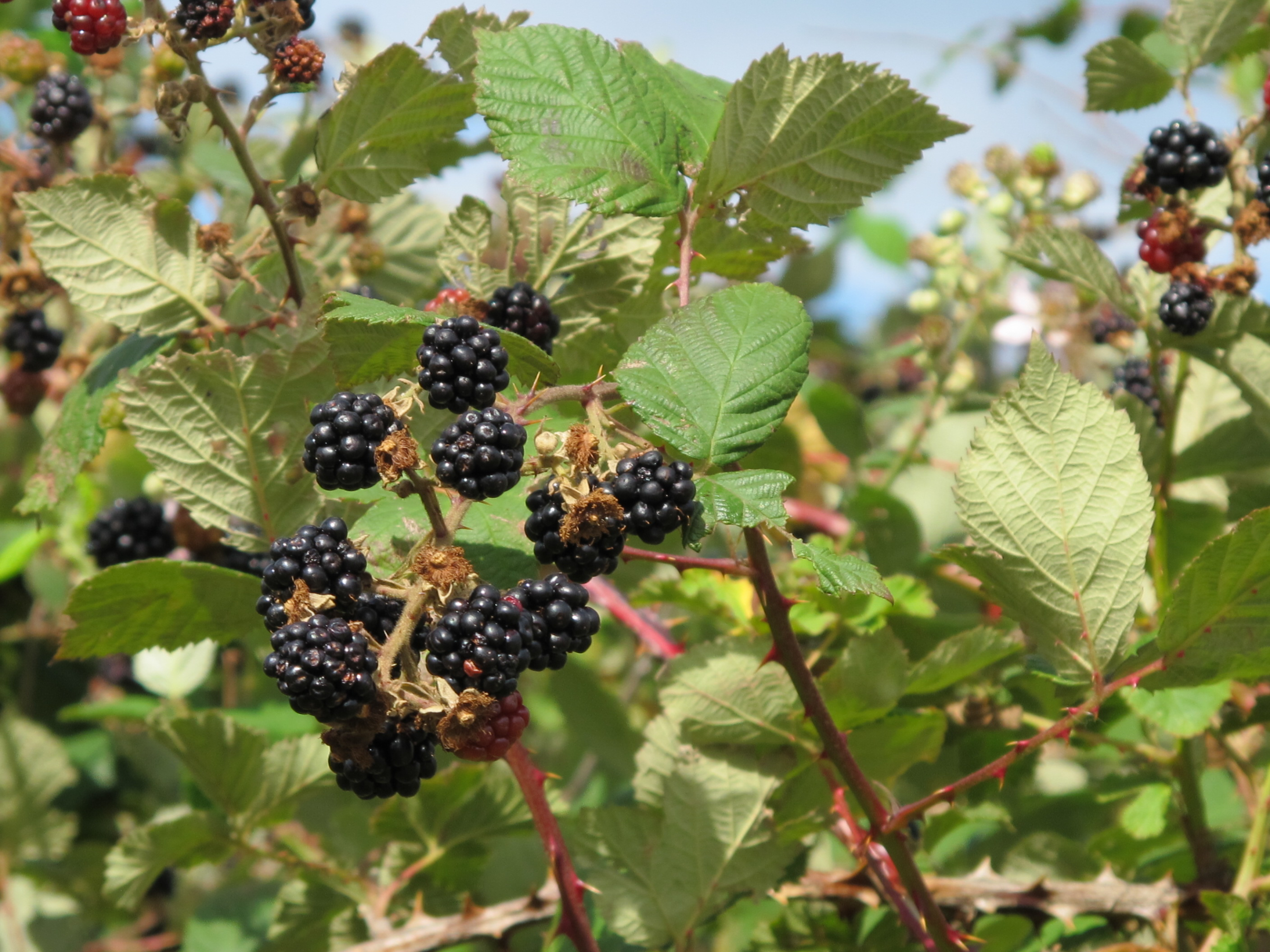
Zrající plodenství

Ostružiník sladkoplodý (Rubus armeniacus) je mohutný, ostnatý, vytrvalý, silně se rozrůstající keř, jehož šlahouny mohou za rok dorůst až do délky 7 m. Tento v České republice nepůvodní druh, neofyt, byl do přírody zaveden pro chutné plody. Následně v české přírodě zplaněl a ze zahrad se dostal do volné přírody, kde zdomácněl.
V některých oblastech kam byl druhotně zavlečen, například v Severní Americe, se mu v přírodě dobře daří a je tam považován za invazní druh. Může se totiž rozmnožovat semeny, šlahouny i výběžky kořenů a všech způsobů průběžně využívá. Ostružiník sladkoplodý je jedním z asi osmi stovek apomikticky se rozmnožujících druhů rodu ostružiník a je považován za součást širokého agregátu Rubus fruticosus.

## Rozšíření
Ostružiník sladkoplodý je původní druh v Zakavkazsku, a jak napovídá vědecké druhové jméno armeniacus, pravděpodobně pochází z tamní Arménie. Asi v roce 1860 byl jako nenáročný zdroj chutných plodů, dovezen do Evropy a rozšířen do mnoha států. Vyskytuje se od severu počínaje Britskými ostrovy, Norskem, Švédskem a Dánskem, po celé západní Evropě vyjma Iberijského poloostrova, ve střední Evropě a na severu Balkánského poloostrova. Zplaněl také po zavlečení do přírody Japonska a později i v Severní Americe. Tam se nejhojněji vyskytuje od jihozápadní Britské Kolumbie v Kanadě, v západní Montaně, Oregonu a Kalifornii ve Spojených státech amerických směrem na jih až po severozápad Mexika. Na východě kontinentu zdomácněl od jihu kanadského Ontaria přes Delaware a New Jersey až po jižní Alabamu.
V České republice rostou nepůvodní, zplanělé rostliny ostružiníku sladkoplodého většinou v termofytiku, pouze řidčeji v mezofytiku. Hlavní oblasti rozšíření se nacházejí ve středních Čechách a na jihu Moravy, od planárního po kolinní stupeň. Nejvýše zaznamenaný výskyt, ve 450 m n. m., je ve vesnici Horní Sedlo v Lužických horách.

## Ekologie
Obvykle roste na sušších místech poblíž osad a lidských sídlišť, po okrajích křovin, cest a drážních tělesech, okolo plotů zahrad i na sušších rumištích, kde vytváří statné, mohutné porosty. Vyskytuje se na různých typech půd, upřednostňuje ale s hrubou strukturou, nejlépe prospívá v minerálně dobře zásobených a bohatých na živiny, roste však i v písčitých naplaveninách. Je světlomilný a poměrně termofilní druh, jenž vytváří jednodruhové porosty monocenózního charakteru. Často se vyskytuje na místech po požáru, je dobře přizpůsoben ke kolonizaci nedávno vypálených míst. Nejčastěji má stanoviště na jižních svazích s průměrným sklonem terénu kolem 19 %, zhusta v nadmořské výšce do 1200 m n. m., sporadicky až 1800 m.
Dřevina dobře prosperuje i na půdách průběžně vlhkých, které ale musí být dobře odvodněné. Snese i měsíc trvající záplavu sladkou či brakickou vodou. Může se vyskytovat i po okrajích trvalých mokřadů, ale nešíří se do nich. Snáší světlý až mírný stín, vůči hlubokému je netolerantní. Vyskytuje se především v oblastech s průměrnými ročními srážkami většími než 760 mm, je omezen na mírné kontinentální podnebí, snese pokles teploty až k -18 °C. Za příznivějších podmínek bývá keřem stálezeleným, ve středoevropských podmínkách je však opadavým. Kvést začíná na jaře a plody dozrávají v polovině léta. Počet chromozómu 2n = 28.

## Popis
Ostružiník sladkoplodý vytváří statné, mohutné porosty. Jeho prýty vyrůstají klenutě vzhůru, pak klesají a plazí se po zemi. Rostou do délky 1 až 7 m, průměrně asi 3 m, podstatnou roli zde hraje také kvalita stanoviště a úživnost půdy. Prýty má rozvětvené, silné, bývají v průměru tlusté 8 až 25 mm a ostře hranaté, postranní plošky jsou žlábkované nebo ploché. Jsou zprvu hladké a leskle zelené, později mají hrany a báze ostnů červeně zbarvené a jsou porostlé jemnými chlupy ve hvězdicích či svazečcích. Ostnů trichomového původu bývá osm až šestnáct na 10 cm délky prýtu, vyrůstají po hranách, jsou rovnovážně odstálé nebo mírně skloněné, téměř všechny bývají rovné a průměrně dlouhé okolo 10 mm.
Prýty jsou v prvém roce bez květů, koncem prvního roku dřevnatí a druhým rokem z paždí loňských opadaných listů vyrůstají nedlouhé tenké větvičky zakončené květenstvím a po opylení plody. Na konci svého druhého roku prýty odumírají.
Na prýtech střídavě vyrůstají řapíkaté listy s nitkovitými palisty, jsou pětičetně dlanitě znožené, bývají dlouhé přes 20 cm, jsou tuhé, na svrchní straně tmavozelené a nelesklé, na spodní bělošedě plstnaté. Lístky s řapíčky bývají kopinaté až okrouhlé, na bázi jsou uťaté, na vrcholu špičaté a po obvodě jsou hrubě nepravidelně pilovité. Koncový lístek směřující vzhůru je největší, bývá dlouhý asi 10 cm, široký 7 cm a má až 5 cm řapíček. Dolní lístky jsou nejmenší a mívají řapíček asi 5 mm dlouhý. Prostřední lístky mají střední velikost i délku řapíčku. Listy vyrůstající druhým rokem na plodonosných větvičkách s květenstvími většinou bývají trojlisté či jednolisté.
Koncové květenství je bohatá, objemná, koncová lata s až dvaceti květy, která mívá jehlanovitý tvar a na vrcholu je uťatá. Hranaté vřeteno laty má na délku 10 cm asi 10 až 20 nevelkých ostnů. stopky květů dlouhé okolo 1 cm jsou hustě chlupaté a porůstají asi 2 mm ostny. Pětičetné, oboupohlavné květy jsou poměrně velké, plně otevřené mají asi 3,5 cm v průměru, většinou však bývají jen pootevřené. Kališní lístky k češuli přisedají, jsou vytrvalé, zašpičatěle vejčité, šedoplstnaté, hustě chlupaté a nazpět ohnuté. Korunní lístky na okraj češule nasedající, jsou opadavé, většinou bílé, růžové či načervenalé, bývají velké až 20 mm a široké 15 mm, jsou eliptické až okrouhlé, po okraji mělce vroubkované a konkávní. Tyčinky jsou četné, obvykle jich bývá více než dvacet, rostou ve více kruzích, jejich nitky jsou bílé a nesou intorzní prašníky. Semeníky jsou jednopouzdré, obsahují dvě vajíčka a z nich pouze jedno dává vzniknout semenu. Štíhlé zelenavé či načervenalé čnělky po odkvětu opadávají, blizna je kyjovitá či dvoulaločná.
Většina semen se vyvíjí apomikticky, takže genetická rozmanitost rostlin je nízká, květy ale navštěvuje velké množství včel a čmeláků slétajících se pro nektar nebo pyl. Plodem je asi 2 cm velké souplodí patnácti až čtyřiceti, ve zralosti černých, šťavnatých, sladkých, lesklých, jednosemenných peckoviček srostlých na kuželovitě vyklenutém plodním lůžku.

## Rozmnožování
Dřevina se může rozmnožovat jak vegetativně, tak i generativně semeny. Vegetativní šíření je dominantní formou a může probíhat dvěma způsoby. Buď se konce lodyh po ohnutí dostanou do vlhké půdy a zakoření, nebo mohou z oček kořenů vyrůst nové rostliny. V červenci a srpnu množíme polovyzrálými lodyžními řízky, nebo se uplatňuje hřížení statných prýtů, které za vlhkého počasí obvykle dají v místě styku se zemí vzniknout novým rostlinám.
Statný keř vytvoří na 1 m² okolo 10 000 semen, která sice klíčí pomalu a nepravidelně, jsou však životaschopná po několik let, jeho osemení je tvrdé, nepropustné a embryo proto zůstává dlouho v klidu. Průchod semen břichem i střevem ptáků či savců, stejně jako teplá období následovaná chladnými, urychlují následné klíčení. Vodu špatně propouštějící obal semene narušuje taktéž i lesní požár, který takto urychluje klíčení. Úspěšné vyklíčení je podmíněno asi 50 % plného slunečního světla, proto je vznik nových semenáčů možný až za obvodem stávající houštiny.
Semeno obvykle vyklíčí po zimě během vlhkého jara. Semenáč prvým rokem vypustí obvykle dva nekvetoucí, pouze olistěné prýty, které mohou dorůst do délky 2 i více metrů. Druhým rokem na těchto rok starých prýtech vyrostou větvičky s květenstvími a později i s plody, k nim přiroste několik prýtů nových, toho roku nekvetoucích. Odplozené prýty přes zimu uschnou a třetím rokem vyrostou z kořenové hlavy další čerstvé.

## Význam
Ostružiník sladkoplodý je využíván pro velké, sladké plody, které jsou vhodné pro domácí i komerční produkci ovoce. Plody se sklízejí z plantáží i z volně rostoucích rostlin a jsou vhodné ke konzervování, mrazení nebo k čerstvé konzumaci, kdy se z nich vyrábí džem, želé a dezerty.
Druh má tendenci tvořit hustá houští, která vylučují jinou vegetaci a vznikají tak neprůchodné keřovité monokultury, vysoké až 3 m a tvořené tisícovkami ostnitých stonků. Na západě Spojených států amerických je ostružiník sladkoplodý považován za invazní druh a představuje pro tamní přírodu ekologickou hrozbu, neboť degraduje přirozené ekosystémy. Na druhé straně plodící keře poskytují potravu mnoha ptákům a drobným savcům, řada zvířat na tyto houštiny spoléhá jako na vhodný zimní úkryt a využívá je jako příhodné místo pro snesení vajíček či vrh mláďat.